# Charles Rappoport

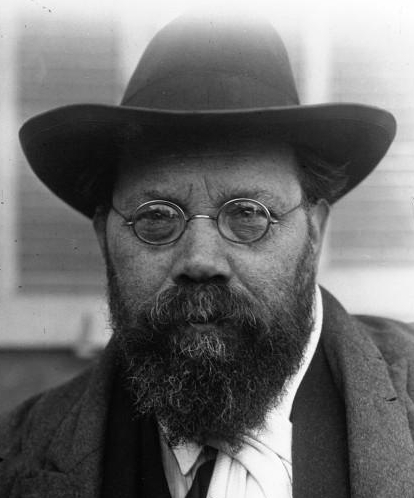
Charles Rappoport, 1921

Charles Rappoport (* 14. Juni 1865 in Dukschty, Russisches Kaiserreich; † 17. November 1941 in Cahors) war als litauisch-französischer Sozialist maßgeblich an der Gründung der Kommunistischen Partei Frankreichs (PCF) beteiligt.

## Leben
Charles Rappoport wurde 1865 in einem Stetl im damals russischen Litauen geboren. Ab 1883 war er aktiver Revolutionär und musste 1887 das Land verlassen. Nach seiner Abschiebung aus Berlin lebte er ab 1895 in Frankreich und erhielt dort 1899 die Staatsbürgerschaft. 
Er arbeitete in Paris für das Intersektionen Byuro der Commission intersyndicale juive, in der die  jiddischsprachigen Arbeiter in Frankreich organisiert waren und das als Bindeglied zwischen diesen und dem Gewerkschaftsbund Confédération générale du travail (CGT) diente. Später promovierte er in der Schweiz in Philosophie. Er beherrschte zehn Sprachen, darunter Jiddisch.
In Frankreich wurde er Mitglied der Fédération des Socialistes Révolutionnaires und später der Section française de l’Internationale ouvrière (SFIO, dt.: Französische Sektion der Arbeiter-Internationale). 1914 trat er gegen die Bewilligung von Kriegskrediten durch die SFIO und deren Beteiligung an der Union sacrée ein. Auf dem Kongress von Tours im Dezember 1920 hatte er maßgeblichen Anteil daran, dass sich die Mehrheit der SFIO der Kommunistischen Internationale anschloss, woraus dann 1922 die PCF entstand. 1921 wurde er erster verantwortlicher Redakteur für die französische Ausgabe der Inprekorr.
1928 unterstützte er zunächst die Prozesse gegen Leo Trotzki und Grigori Sinowjew und wurde Korrespondent der Zeitung Iswestija. 1938 verurteilte er dann jedoch den Prozess gegen Nikolai Bucharin, brach mit der PCF und schloss sich wieder der SFIO an.
1941 starb er in Cahors in Frankreich.